# Watson Brake
Watson Brake è un sito archeologico preistorico che si trova nella Parrocchia di Ouachita nella Louisiana nord-orientale negli Stati Uniti. Il sito è posto nella pianura alluvionale del fiume Ouachita a circa 15 km a sud di Monroe. Il sito appartiene alla fase Arcaica della preistoria americana e contiene i resti di 11 tumuli collegati fra loro da un crinale che formano un ovale con il diametro maggiore lungo 280 metri. Il tumulo più grande, il tumulo A (rinominato Gentry Mound in onore della famiglia proprietaria del terreno) è alto 7,5 m., mentre gli altri sono fra 4,5 e 1 metri di altezza. La datazione dei reperti effettuata con il metodo del carbonio-14 indica che essi risalgono a circa 5400-5300 anni prima del presente, ossia a circa il 3400 a.C. essi sono pertanto i più antichi del nord-America. Il sito fu inizialmente studiato da un'archeologa dilettante, Reca Jones, che nel 1981, dopo un'operazione di disboscamento della zona, rilevò la forma ovoidale del sito con gli 11 tumuli e i crinali che li collegano. Nel 1990 il sito venne studiato dall'archeologo Joe Saunders che con una squadra della Northeast Louisiana University, fecero varie rilevazioni che portarono alla datazione del sito col metodo del radiocarbonio.
In questo momento il sito di Watson Brake non è aperto al pubblico. L'Archaeological Conservancy ha acquistato la metà del sito nel 1996 che ha poi venduto allo stato nel tentativo di preservarlo. L'altra metà è di proprietà privata della famiglia Gentry che lo possiede dal 1950.